# Urindoeuropeiska
Urindoeuropeiska, protoindoeuropeiska (PIE) eller det indoeuropeiska urspråket kallas det urspråk som med varierande grad av säkerhet kan rekonstrueras utifrån lagar om fonetiska förändringar bland de indoeuropeiska språken. De tänkta talarna av detta språk benämns urindoeuropéer, och tiden för språkets splittring förläggs vanligen till mellan 7000 och 3500 år före Kristus.

## Fonologi
Urindoeuropeiskan var rik på klusiler, men hade bortsett från de så kallade laryngalerna endast en frikativa, nämligen /s/. De klusila konsonanterna fanns i en tonlös, en tonande och en tonande och aspirerad serie. Enligt den glottaliska teorin är det istället en tonlös, en glottaliserad (ejektiv) och en tonande serie. Den glottaliska teorin introducerar dock fler problem än den löser, och följs av en minoritet bland forskarna.
De velara konsonanterna fanns dessutom i en palataliserad, en ren och en labialiserad serie, vilket ger inte mindre än nio "k-aktiga" språkljud. Av de kända språken har endast luviska behållit alla tre serierna. I tokhariska uppgick alla serier i den rena, medan hettitiska behållit den labialiserade serien. De övriga språken delas upp i kentumspråk och satemspråk. De förra har upptagit den palataliserade serien i den rena, de senare har upptagit den labialiserade serien i den rena. Satemspråken har även omvandlat de palataliserade velarerna till frikativor. Således har urindoeuropeiskans ḱm̥tom (hundra) utvecklats till centum på latin, men till satəm på avestiska. Notera att hettitiska formellt är ett kentumspråk, men troligen har genomgått sin kentumisering självständigt. Genom den germanska ljudskridningen som beskrivs av Grimms och Verners lagar blev många urindoeuropeiska klusiler senare frikativor i urgermanskan.
De urindoeuropeiska likvidorna och nasalerna r, l, n, m kunde fungera både som konsonanter och vokaler; i det senare fallet skrivs de vanligen med en liten ring eller dylikt under sig: r̥, l̥, m̥, n̥. Detsamma gäller halvvokalerna w, y som i det vokala fallet skrivs som u, i. De rena vokalerna a, e, o kunde vara både korta och långa: ā, ē, ō. Avljud är en karaktäristisk egenskap hos det indoeuropeiska vokalsystemet.
Ett särfall är de s.k. laryngalerna (av lat. larynx som betyder struphuvud), tre rekonstruerade fonem som fått olika utveckling i olika dotterspråk. Mellan konsonanter utvecklades de till -a- i de flesta språk, men till -i- i sanskrit och till /e/ /a/ eller /o/ i de grekiska dialekterna. När laryngalerna försvann skedde regelmässigt ersättningsförlängning och vokaler i vissa positioner blev därav långa. Det stora flertalet långa indoeuropeiska vokaler kan förklaras att de uppkommit genom ersättningsförlängning. Laryngalerna föreslogs på rent teoretiska grunder av Ferdinand de Saussure 1879. Senare (mitten av 1900-talet) påträffades h2 och h3 i de anatoliska språken hettitiska och luviska, vilket bekräftade teorin.
Ex. på icke-laryngalisk ersättningsförlängning: pre-PIE **ph2ter-s > **ph2terr > PIE *ph2tēr 'fader'
Ex. på laryngalisk ersättningsförlängning: PIE *si-steh1-mi > gr. histēmi 'jag står'
| Konsonanter           | Labialer | Koronaler | Palatovelarer | Velarer | Labiovelarer | Laryngaler |
| --------------------- | -------- | --------- | ------------- | ------- | ------------ | ---------- |
| Tonlösa klusiler      | p        | t         | ḱ             | k       | kʷ           |            |
| Tonande klusiler      | b        | d         | ǵ             | g       | gʷ           |            |
| Aspirerade klusiler   | bʰ       | dʰ        | ǵʰ            | gʰ      | gʷʰ          |            |
| Nasaler               | m        | n         |               |         |              |            |
| Frikativor            |          | s         |               |         |              | h₁, h₂, h₃ |
| Likvidor, halvvokaler | w        | r, l      | y             |         |              |            |

## Grammatik
Urindoeuropeiskan var ett syntetiskt, flekterande språk. Meningsbyggnaden var S-O-V och ordbildning var på formen rot-suffix-ändelse (en rot och ett suffix utgör en stam). Alla prefix i indoeuropeiska språk, såsom germanska be- i besatt och latinets ab- i abstrakt, har utvecklats senare.
Substantiven hade tre numerus: singularis, dualis och pluralis; tre genus: maskulinum, femininum och neutrum; samt åtta kasus: nominativ, ackusativ, genitiv, dativ, instrumentalis, ablativ, lokativ och vokativ. Pronomina hade samma uppsättning former, med undantag för att det inte finns några belägg för dualis eller vokativ bland pronomina.
Verben hade åtminstone fyra modus: indikativ, imperativ, konjunktiv och optativ, möjligen även injunktiv som i sanskrit; vidare två diatesformer: aktivum och mediopassivum; tre personer: första, andra och tredje; samma numerus som substantiven; samt åtminstone tre tempus: presens, aorist och perfekt, möjligen även imperfekt och pluskvamperfekt. Participsystemet var väl utvecklat.
Vissa forskare skiljer även mellan tematiska och atematiska ord, vilka hade skilda böjningsmönster. Rent formellt är de tematiska avledningar med den tematiska vokalen *-o-/-e- (avljudsväxel). Skillnaden var förmodligen ursprungligen inte så stor, men i senare språkutveckling är indelningen tematisk/atematisk mycket viktig (till exempel i svenskans starka och svaga verb).

## Språkexempel
Trots 150 års forskning är det ännu nästan omöjligt att med säkerhet konstruera en urindoeuropeisk mening. Ett antal stående formler kan rekonstrueras med större eller mindre säkerhet. Ett exempel på det förra är *klewos n̥̥dhgwhitom ("odöende ära", "ett rykte som varar i evighet") – vilket kommer från Rigvedas śrāvo ākṣitam och Iliadens kleos aphthiton; ett exempel på det senare är *pā- wīro- peku ("skydda män och kreatur") som finns belagt från latin, umbriska, avestiska och sanskrit, men med lite osäkra ändelser och suffix.
Lingvister har dock försökt att göra kvalificerade gissningar för att skapa längre exempeltexter för att ge en bild av hur urindoeuropeiska borde ha låtit. En sådan är Schleichers fabel, som publicerats i flera versioner sedan August Schleichers original från 1868. Nedan en version av Geoffrey Sampson , delvis anpassad till ortografin ovan (accenterna innebär betoning, inte vokallängd, och laryngalerna skrivs alla som h).
Gwrhéei hówis, kwésyo wlhnéh ne est, héḱwons spéḱet, hoinom ghe gwrhúm wóǵhom wéǵhontm, hoinom-kwe méghm bhórom, hoinom-kwe ǵhménm hóoḱu bhérontm.
Hówis tu heḱwoibhos weukwét: “ḱéer heghnutór moi, héḱwons héǵontm hnérm widntéi”.
Héḱwoos tu weukwónt: “ḱludhí, hówei, ḱéer ghe heghnutór nsméi widntbhós: hnéer, pótis, héwyom r wlhnéhm sebhi kwrnéuti nu gwhérmom wéstrom; néǵhi héwyom wlhnéh hésti”.
Tód ḱeḱluwóos hówis héǵrom bhugét.
Svensk översättning:
På en kulle [stod] ett får utan ull [och] såg hästar – en drog en tung vagn, en ett stort lass och en bar snabbt en man.
Då sa fåret till hästarna: ”Det smärtar mitt hjärta att se en man driva hästar.”
Då sa hästarna: ”Lyssna, får, det smärtar våra hjärtan att se en man, en härskare, göra sig en varm klädnad av fårull, när fåret inte har någon ull.”
När fåret hörde detta flydde det ut över fältet.